# Fretwork
Fretwork is een Brits ensemble van gambisten, opgericht in 1985 door Richard Boothby, Richard Campbell en Bill Hunt, aanvankelijk aangevuld met Wendy Gillespie en Julia Hodgson en vanaf 1987 met Susanna Pell. De groep legt zich hoofdzakelijk toe op Engelse consort-muziek uit de 16de en 17de eeuw en is gespecialiseerd in het genre van de In nomine en de fantasie, zoals dit in de Tudor- en de vroege Stuart-periode door onder anderen Orlando Gibbons, William Byrd, Robert Parsons en William Lawes werd vormgegeven en waarin Henry Purcell anno 1680 als laatste componeerde. Sporadisch voert Fretwork hedendaagse muziek uit, onder anderen van George Benjamin en Michael Nyman.
Na een opname voor het label ‘Amon Ra’, met de volledige consort-muziek van Thomas Tallis, namen ze in 1988 een eerste cd voor Virgin Records op; vanaf 2002 verschenen hun opnamen eveneens bij Harmonia Mundi. Fretwork gaf tournees in de Sovjet-Unie, de Verenigde Staten en Australië ten beste. Voor opnamen van William Byrd werkte de groep samen met Emma Kirkby. Met Ian Bostridge voerden ze de liederen van John Dowland uit. Voorts maakte Fretwork arrangementen van Das wohltemperierte Klavier, Die Kunst der Fuge en de Goldbergvariaties van Johann Sebastian Bach. In 2017 verscheen het eerste deel van een reeks opnamen van anthems uit de tijd vóór de Restauratie, gemaakt in samenwerking met zangers en het blaasensemble His Majesty’s Sagbutts & Cornetts.

## Samenstelling[2]
- Asako Morikawa
- Joanna Levine
- Sam Stadlen
- Emily Ashton
- Richard Boothby